# Zambézia
Zambézia é uma província situada na região centro de Moçambique. A sua capital é a cidade de Quelimane, localizada a cerca de 1 600 quilómetros ao norte de Maputo, a capital do país. Com uma área de 105 008 quilómetros quadrados e uma população de 5 110 787 habitantes em 2017, está dividida em 22 distritos, e possui, desde 2022, sete municípios.
Tanto em termos de área como de população a província está em segundo lugar, em área atrás de Niassa e quanto à população depois de Nampula.

## Localização
No topo leste da zona central de Moçambique, a Zambézia está limitada a norte pelas províncias de Nampula e Niassa, a leste pelo Canal de Moçambique, no Oceano Índico e a sul pela província de Sofala. A oeste, para além da província de Tete, surge também o Malawi.

## Demografia

### População
De acordo com os resultados preliminares do Censo de 2017, a província da Zambézia tem 5 110 787 habitantes em uma área de 105 008 quilómetros quadrados, e, portanto, uma densidade populacional de 48,7 habitantes por quilómetros quadrados, sendo a segunda província mais populosa. Quanto ao género, 52,7% da população era do sexo feminino e 47,3% do sexo masculino.
O valor de 2017 representa um aumento de 1 220 334 habitantes ou 31,4% em relação aos 3 890 453 residentes registados no censo de 2007.
| 1980      | 1997      | 2007      | 2017      |
| 2 418 851 | 2 891 809 | 3 890 453 | 5 110 787 |

## História
A província da Zambézia foi formada a partir do distrito da Zambézia do período colonial.

### O nome
O topónimo Zambézia foi criado em 1858 por decreto régio, abrangendo as capitanias de Quelimane e "Rios de Sena" (outro nome para o Zambeze). O que é hoje a província da Zambézia foi durante muito tempo o "distrito de Quelimane", criado em 1817, extinto e incorporado no de Sena em 1829 e reposto em 1853.

### OsPrazos
A colonização deste território e, aliás de todo o vale do Zambeze, iniciou-se no século XVII pelo aforamento de terrenos a portugueses ou "indo-portugueses" (indianos convertidos ao catolicismo, que adoptaram nomes portugueses) comerciantes ou soldados, a troco duma renda anual. A concessão era feita por "prazos", ou seja, por duas ou três gerações, sendo transmitida à filha mais velha. Passado esse tempo, os terrenos voltavam à posse do Estado, mas podiam voltar a ser entregues aos antigos "prazeiros", se as autoridades achassem que a propriedade tinha sido bem administrada. Informalmente, no entanto, esta colonização tinha começado no século anterior, através de acordos de fixação entre os colonos portugueses e os chefes locais, por vezes através do casamento.
Com o tempo e a ineficácia da administração colonial, estas propriedades tornaram-se verdadeiros "estados" com os seus exércitos de "chicundas". Não só estes senhores feudais não pagavam renda ao Estado português, como organizaram um sistema de cobrar o "mussoco" (um imposto individual em espécie, devido por todos os homens válidos, maiores de 16 anos) aos camponeses que cultivavam nas suas terras. Além disso, mineravam ouro e comerciavam marfim e escravos em troca de panos e missangas que recebiam da Índia e de Lisboa. Até 1850, Cuba foi o principal destino dos escravos provenientes da Zambézia.
Em 1870, era apenas em Quelimane (sem conseguir penetrar no "Estado da Maganja da Costa") onde Portugal exercia alguma autoridade, cobrando o "mussoco", instituído e cobrado pelos prazeiros. Isto, apesar de, em 1854, o governo português ter "extinguido" os Prazos (pela segunda vez, a primeira tinha sido em 1832). Outros decretos do mesmo ano extinguiam a escravatura (oficialmente, uma vez que os "libertos" eram levados à força para as ilhas francesas do Oceano Índico, Maurícia ou "ilha Bourbon" e Reunião ou "ilha de Fança", com o estatuto de "contratados") e o imposto individual, substituindo-o pelo imposto de palhota, uma espécie de contribuição predial.
Na margem direita do Zambeze e na margem esquerda da atual província de Tete, os prazos começaram a ser atacados, em 1830, pelos nguni que fugiam durante o mfecane mas, aparentemente, os prazos da Zambézia escaparam a essa sorte. Mas, apesar de "ressuscitados" por António Enes, o grande ideólogo do colonialismo pós-escravatura, não resistiram ao capital pós-esclavagista das grandes companhias. Depois de serem engolidos por estas, viram a administração colonial organizar-se finalmente — já na segunda metade do século XIX — e utilizar a sua estrutura feudal, depois de transformados os "xicundas" em sipaios, para submeterem os povos da região.

### A introdução da agricultura comercial
Por volta de 1870, começaram a estabelecer-se em Quelimane várias companhias europeias, já não interessadas em escravos, nem em marfim, mas sim em oleaginosas — amendoim, gergelim e copra — muito procuradas nas indústrias recém-criadas de óleo alimentar, sabões e outras. No princípio, comercializando com os prazeiros, induziram-nos a forçarem os seus camponeses a cultivar estes produtos. Exemplos dessas companhias são a "Fabre & Filhos" e a "Régie Ainé", ambas com sede em Marselha, a "Oost Afrikaansch Handelshuis", holandesa, e a "Companhia Africana de Lisboa". A "Oost" chegou a abrir em Sena uma sucursal para incentivar nessa região a produção de amendoim.
Mas a agricultura familar não produzia as quantidades desejadas, era necessário organizar plantações. É nessa altura que o governador da "província ultramarina", Augusto de Castilho, cuja administração estava desejosa de ter uma base tributária para manter a ocupação do território, emite em 1886 uma "portaria provincial" regulando a cobrança do "mussoco" nos Prazos (que tinham sindo "extintos" pela terceira vez seis anos antes), que incluía a obrigatoriedade dos homens válidos pagarem aquele imposto, se não em produtos, então em trabalho; é dessa forma que começam a organizar-se as grandes plantações de coqueiros e, mais tarde, de sisal e cana sacarina.
Em 1890, o futuro "Comissário Régio" António Enes decreta, numa revisão do Código de Trabalho Rural de 1875 (que estabelecia apenas a obrigação "moral" dos colonos [leia-se camponeses indígenas] de produzirem bens para comercialização), que o camponês já não tem a opção de pagar o "mussoco" em géneros: "…O arrendatário [dos Prazos] fica obrigado a cobrar dos colonos em trabalho rural, pelo menos metade da capitação de 800 réis, pagando esse trabalho aos adultos na razão de 400 réis por semana e aos menores na de 200 réis.
Esse decreto impunha ainda aos prazeiros a ocupação efectiva das terras arrendadas e o pagamento à autoridade colonial da respectiva renda. Mas os prazeiros não tinham conseguido converter a sua actividade de simples fornecedores de escravos ou de pequenas quantidades de produtos na de organização das plantações, não só por falta de preparação (ou de vocação), mas também por falta de capital. O resultado foi terem sido obrigados a subarrendar ou vender os seus prazos, terminando assim a fase feudal desta porção de Moçambique.

### As grandes companhias
A transição do regime feudal dos Prazos para o das Companhias foi feito no modelo capitalista da formação de empresas. Assim, por exemplo, o arrendatário Baltazar Farinha cria a firma "Farinha & Lopes", que rapidamente é substituída por "Eigenman & Pereira" e esta por "Eigenman, Pereira & Stucky", que dá finalmente lugar à "Companhia do Boror". Este "Stucky", ou Joseph Stucky de Quay, suíço, tinha um irmão Georges que, em 1899, comandou uma coluna de sipaios da Boror que submeteu o chefe Congone e, dessa maneira, assegurou o controlo do território que hoje corresponde aos distritos de Lugela, Mocuba e Namacurra. Era desta forma que as autoridades coloniais asseguravam a ocupação efetiva do território. Na década de 1920, Stucky foi agraciado pelo governo português com o título de conde.
Em 1921, todo o "distrito de Quelimane" estava dividido em 23 prazos que, entretanto, tinham passado, à excepção de três, à propriedade de grandes companhias que, no entanto, não eram companhias majestáticas, mas sim "arrendatárias" de prazos – que em muitos casos, tinham sido incluídos à força no seu território. Eram as seguintes as companhias e os prazos existentes (entre parênteses os anos de início do arrendamento ou da fundação das companhias):
- Prazos "independentes" das companhias (próximos da vila de Quelimane):
  - Carungo, arrendado a Francisco Gavicho de Lacerda (1906);
  - Pepino e Quelimane Sul, em nome de Vitorino Romão da Nazareth (data desconhecida);
- Companhia da Zambézia (1892):
  - Massingire (1897);
  - Andone (1987);
  - Anquaze (1897);
  - Timbué (1900);
- Companhia do Boror (1898):
  - Boror (1898);
  - Macuse (1898);
  - Licungo (1898);
  - Nameduro (1899);
  - Tirre (sem data conhecida);
- Société du Madal (1904):
  - Madal (1903, pelos anteriores proprietários Gonzaga, Bovay e Ca);
  - Tangalane (idem);
  - Cheringone (idem);
  - Maindo (1904);
  - Inhassunge (1916);
- Empresa Agrícola do Lugela (1906):
  - Lugela (1906);
  - Milange (1906);
  - Lomué (1910);
- Sena Sugar Estates (1920):
  - Maganja d’Aquém Chire (1894, pela predecessora Companhia do Açúcar de Moçambique);
  - Luabo (1911, pela antecessora Sena Sugar Factory) e
  - Marral (idem).

Entretanto, do ponto de vista da administração colonial, o "distrito" estava dividido apenas em quatro circunscrições (criadas nas datas indicadas entre parênteses), que apenas cobriam a parte costeira do norte da Zambézia:
- Alto Molocué (1918),
- Ile (1918),
- Maganja da Costa (1908) e
- Moebaze (1919, que passou a chamar-se Pebane em 1926; Ossiua tinha sido criada em 1919, mas foi suprimida em 1923, com a sua área dividida entre Alto Molocué e Pebane).

Em 1913, dos cerca de nove milhões de hectares da Zambézia, 5,4 milhões eram administrados pelos arrendatários, sendo os remanescentes 3,6 milhões a "reserva" do Estado. No entanto, a área total ocupada pelas plantações correspondia apenas a 0,5% da área arrendada (em 1924, este número sobe para 0,7%). Isto pode ser explicado por estas culturas (coqueiro, sisal, algodão e cana-sacarina) exigirem muita mão-de-obra e as companhias não estarem interessadas em investir em maquinaria, uma vez que a população era excedentária e os salários exíguos. Além disso, as plantações reservavam sempre uma área para culturas alimentares, para evitar custos adicionais em alimentação dos trabalhadores. Esta política assegurava um lucro considerável.
As plantações, no entanto, não eram a única fonte de rendimento das Companhias, pois algumas dedicavam-se igualmente à exportação de mão-de-obra para o estrangeiro (mesmo contrariando a legislação em vigor). Por exemplo, a Empresa Agrícola de Lugela tinha como um dos sócios Francisco Monteiro, que era igualmente proprietário de uma das maiores roças de cacau de São Tomé e, de acordo com fontes da época, calcula-se que, entre 1910 e 1915, tenham sido enviados como "contratados" para São Tomé cerca de 30 mil moçambicanos, não só da Zambézia, mas também de outras áreas de Moçambique, onde o recrutamento de mão-de-obra já estava organizado. Outros dez mil terão sido enviados para as plantações e minas do Transvaal (África do Sul). Ao mesmo tempo, para cumprir os seus acordos com a República Sul-Africana, a própria administração colonial tinha o seu papel no fornecimento de trabalhadores: está registado que, de 1904 a 1907, saíram pelos portos de Quelimane e Chinde 8141 homens oriundos das "reservas" do Estado e do Prazo Lugela.
Esta forma de exploração exacerbou o êxodo de zambezianos, que já tinha começado no tempo da escravatura e do "mussoco" prazeiro, uma vez que havia oportunidades de trabalho e condições de vida mais amenas nos territórios vizinhos das Rodésias e Niassalândia, para além do Transvaal. Pesam também nesta diáspora, as frequentes secas e cheias, com a consequente escassez de comida, e a falta de cuidados de saúde, mesmo na fase das Companhias. Em 1906, a emigração de Quelimane e Tete foi de 22.454 pessoas, das quais 1954 foram para o Transvaal, 500 para a construção do caminho-de-ferro da Suazilândia e 20 mil para locais indeterminados; por outro lado, no mesmo ano, segundo registos oficiais, teriam morrido de fome só na Zambézia cerca de 30 mil pessoas. Na década de 1910, Carl Wiese, que arrendara terras da Companhia da Zambézia, reportou terem desaparecido 50 mil pessoas dos Prazos de Massingire, Milange e de Tete.

## Governo

### Administradores provinciais
Até 2020 a província era dirigida por um governador provincial nomeado pelo Presidente da República. No seguimento da revisão constitucional de 2018 e da nova legislação sobre descentralização de 2018 e 2019, o governador provincial passou a ser eleito pelo voto popular, e o governo central passou a ser representado pelo Secretário de Estado na província, que é nomeado e empossado pelo Presidente da República.

#### Governadores nomeados
- (1978-1983) Osvaldo Assahel Tazama[7]
- (1983-1986) Mário da Graça Machungo[8]
- (1986-1987) Feliciano Salomão Gundana[9]
- (1987) António Fernando Materula[10][11] Exonerado por razões de saúde
- (1987-1995) Carlos Agostinho do Rosário[12]
- (1995-2000) Orlando Pedro Candua[13]
- (2000-2005) Lucas Chomera Jeremias[14]
- (2005-2010) Carvalho Muária[15]
- (2010-2012) Francisco Itai Meque[16]
- (2012-2015) Joaquim Veríssimo[17]
- (2015-2020)  Abdul Razak Noormahomed[18][19]

#### Governadores eleitos
- (2020-) Pio Augusto Matos.[20] Eleito pelo Partido Frelimo

#### Secretários de estado
- (2020-2023) Judith Mussácula[21]
- (2023-2025) Cristina de Jesus Xavier Mafumo[22]
- (2025-) Avelino Pinto Muchine[23]

## Subdivisões da província

### Distritos
A província está dividida em 22 distritos, os 16 já existentes quando foi realizado o censo de 2007, mais o distrito de Quelimane, reestabelecido em 2013 para administrar as competências do governo central, e que coincide territorialmente com o município do mesmo nome, e os novos distritos de Luabo, Derre, Mocubela, Molumbo e Mulevala::
- Alto Molócuè
- Chinde
- Derre
- Gilé
- Gurué
- Ile
- Inhassunge
- Luabo
- Lugela
- Maganja da Costa
- Milange
- Mocuba
- Mocubela
- Molumbo
- Mopeia
- Morrumbala
- Mulevala
- Namacurra
- Namarroi
- Nicoadala
- Pebane
- Quelimane

### Municípios
Esta província possui sete municípios:
- Alto Molócuè (vila)
- Gurúè (cidade)
- Maganja da Costa (vila)
- Milange (vila)
- Mocuba (cidade)
- Morrumbala (vila)
- Quelimane (cidade)

De notar que a vila de Alto Molócuè se tornou município em 2008, a de Maganja da Costa em 2013 e a de Morrumbala em 2022.